# 環状3号線 (横浜市)

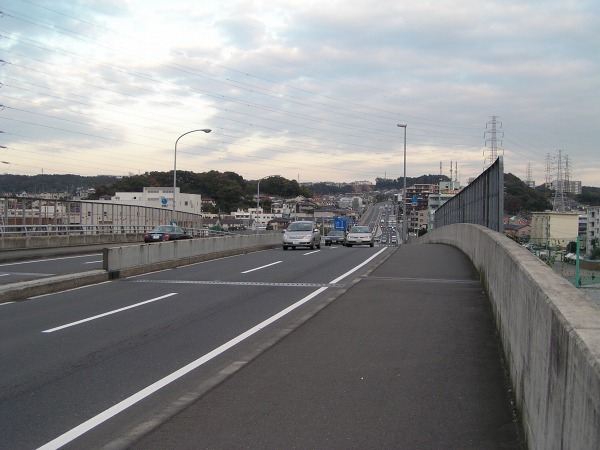
環状3号線（柏尾川大橋附近）

環状3号線（かんじょう3ごうせん）は、横浜市の主要な環状道路の一つ。略称は「環3（かんさん）」。
横浜市が建設・管理する市道で環状2号線と環状4号線の間を走る。都市計画道路としての名称は横浜国際港都建設計画道路3・3・11号環状3号線。環状2号線、環状4号線とともに横浜市3環状10放射道路ネットワークを構成する市内の主要な環状道路であるが、その中でも唯一主要地方道に指定されていない。

## 概要
全線に渡って、環状2号線と環状4号線の間を走る。北側の瀬谷区二ツ橋町 - 都筑区佐江戸町の間は神奈川県道45号丸子中山茅ヶ崎線（中原街道）と重複している。重複区間ではない区間としては南側の磯子区杉田五丁目 - 戸塚区戸塚町の国道1号下り線までの間が開通している（日之出橋 - 国道1号下り線が2022年3月24日に開通）。両者の間をつなぐ西側の区間は、現在国道1号下り線 - 国道1号上り線が整備中で、残る国道1号上り線 - 神奈川県道402号線までの区間は今後経路を確定させ整備を行う予定。また、神奈川県道402号線と神奈川県道45号丸子中山茅ヶ崎線との間は未着手となっているが、都市計画決定上は神奈川県道402号阿久和鎌倉線（かまくらみち）のごく近くを並行するルートとなっている。

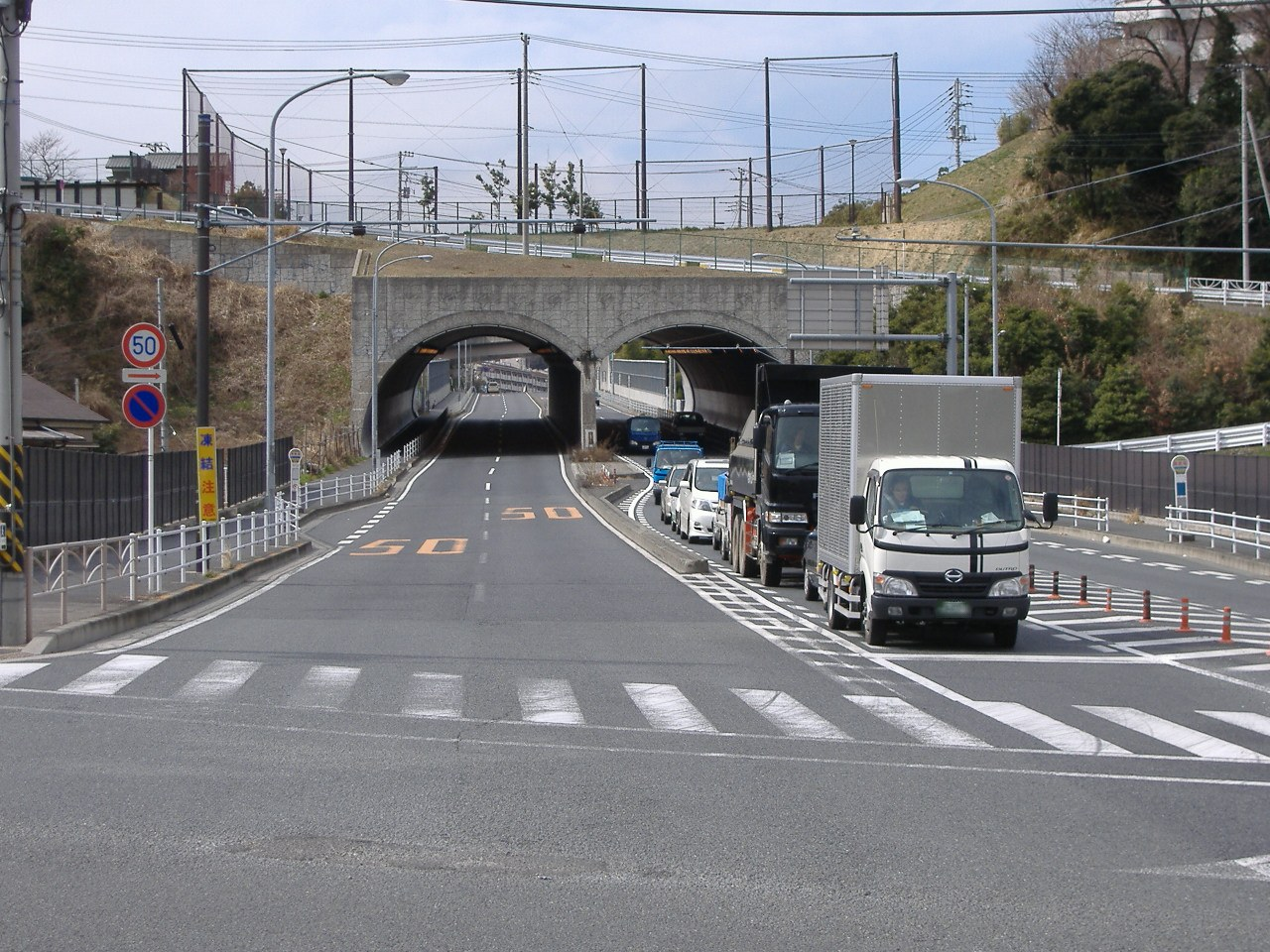
起点の磯子区青砥坂交差点。奥が戸塚方面。
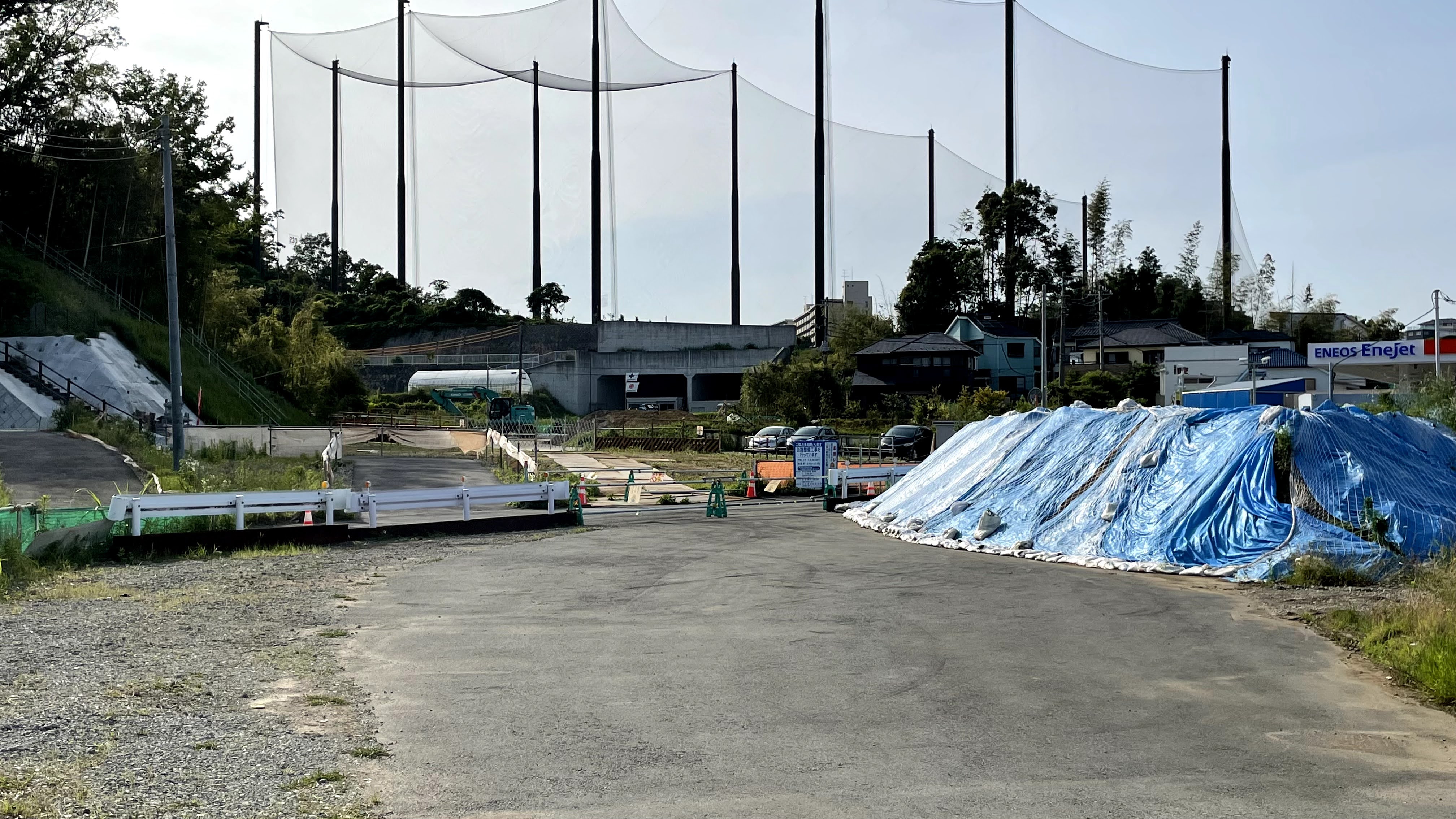
日之出橋交差点付近の未成区間。先行してトンネルが整備されている（2021年の写真。現在は国道1号線下り線まで開通済み）。

## 路線データ
- 起点：磯子区杉田五丁目（国道16号）
- 終点：都筑区佐江戸町 - 地蔵尊前交差点
- 延長：28.17km

## 接続・交差路線
- 国道16号 - 青砥坂交差点：起点
- 笹下釜利谷道路 - 栗木交差点
- 横浜横須賀道路 - 港南台IC
- 都市計画道路舞岡上郷線 - 港南台5交差点
- 神奈川県道21号横浜鎌倉線（鎌倉街道） - 原立体交差
- 都市計画道路桂町戸塚遠藤線 - 飛石立体交差
- 神奈川県道203号大船停車場矢部線 - 長沼立体交差
- （東海道本線・横須賀線 - 立体交差）
- 横浜市道 - 日之出橋交差点
- 国道1号下り線

（未完成区間の接続・交差路線、経由地点）
国道1号下り線 - 国道1号上り線 - 新道大坂上バス停付近 - 中村三叉路交差点付近 - 汲沢中学校付近 - 神奈川県道22号 - 立場駅東側付近 - 神奈川県道402号 - 弥生台交差点付近・神奈川県道218号 (都市計画道路権太坂和泉線) - （東海道新幹線） - 都市計画道路鴨居上飯田線 - 神奈川県道401号 - 三ツ境小学校付近 - 神奈川県道40号 - 二ツ橋交差点付近 - 二ツ上橋交差点付近
- 神奈川県道45号丸子中山茅ヶ崎線（中原街道） - 瀬谷区二ツ橋町二ツ上橋交差点 - 都筑区佐江戸町地蔵尊前交差点まで重複